# AMR-2
AMR-2 — крупнокалиберная снайперская винтовка, спроектированная в 1990-х годах в КНР. Винтовка оснащена плавающим стволом с дульным тормозом. Ложе сделано из полимеров. AMR-2 ведёт огонь патронами 12,7×108 мм. Приклад складной, включает в себя дополнительную выдвижную опору и накладки для смягчения отдачи. Разработан компанией NORINCO.
Винтовка оснащена сошками, дополненными ручкой для переноски. Может использоваться оптический или оптоэлектронный прицел.